# Kappagallu, Bellary
Kappagallu là một làng thuộc tehsil Bellary, huyện Bellary, bang Karnataka, Ấn Độ.